# 하이쿤급 잠수함
하이쿤급 잠수함( - 級 潛水艦, 중국어 (대만): 海鯤級潛艦, 영어: Hai Kun-class submarine, Narwhal-class Submarine) 또는 대만 자체 건조 방어형 잠수함(臺灣 自體 建造 防禦型 潛水艦, 중국어 (대만): 計劃階段稱自製防禦潛艦, 영어: Indigenous Defense Submarine, IDS)은 대만 최초의 디젤 잠수함이다. 2023년 9월 28일에 1번함인 하이쿤함이 진수되었다.

## 역사
2001년, 미국은 대만에 잠수함 8척을 판매하기로 했지만 무산되었다. 2008년, 미국 안보협력국은 대만에 대한 미사일 판매를 의회에 통보했다. 이에 따라 미국은 1억 9546만달러에 32발의 UGM-84L 하푼 블록2 잠대함 미사일(사거리 278 km)과 2발의 UTM-84L 연습탄과 화력통제장비 2기를 판매하기로 했다.
2018년 4월, 도널드 트럼프 미 행정부가 들어서면서, 미국 국무부가 미국 조선소가 잠수함 건조기술을 대만에 판매하는 것을 승인했다.
2019년 5월 9일, 차이잉원(蔡英文) 총통과 리다웨이(李大維) 국가안전회의 비서장, 천쥐(陳菊) 총통부 비서장, 옌더파(嚴德發) 국방부 장관, 황수광(黃曙光) 해군 사령 등이 참석한 가운데 가진 잠수함 국조 전용공장 기공식에서 자체 건조 방어형잠수함(IDS)의 원형 모형을 처음으로 공개했다.
2019년 12월, 인도해군과 대만해군이 자국의 차세대 잠수함 사업 대상으로 일본 소류급 잠수함을 구매 대상으로 거론하고 있으나, 약 6억 불에 이르는 가격과 리튬이온축전기의 효율성 검증 등의 이유로 아직 구매 여부가 결정하지 않고 있다. 스터링 AIP를 사용하는 경우 축전기 공기충전을 위한 스노켈(snorkel)까지 필요한 수중작전 기간이 14일로 긴 장점이 있으며, 더욱이 납축전기 보다 리튬이온축전기를 사용하면 수중작전 기간이 배(倍)로 늘어나는 효과를 얻을 수 있어 중국, 러시아 및 한국의 손원일급 잠수함보다 장점이 많다고 평가된다.
대만 국방부가 입법원에 제출한 예산안에 따르면 대만 해군은 2019년 1000억 대만달러(약 3조 6560억원)를 투입해 대당 9천억원의 잠수함 4척을 건조할 계획인 것으로 알려졌다. 잠수함 건조를 맡은 조선사에 따르면 배수량 2500~3000t급으로 예정되었으며, 2020년 초기 설계를 마칠 계획이다.
2020년 5월 20일, 차이잉원 총통이 재선에 성공하여 4년 임기가 시작되는 날, 미국 국무부가 MK-48 모드6 어드밴스드 테크놀러지 어뢰 18개와 여기에 필요한 지원 장비를 대만에 판매하는 것을 승인했다. 1억 8000만달러(약 2214억원) 규모이다. 마크 48 어뢰는 배수량 1만톤급 이상의 수상함을 공격하기 위해 개발되었다. 이에 중국은 "난폭한 내정간섭"이라며 크게 반발했다.
1번함인 하이쿤함은 2023년 9월 28일에 첫 공개 및 진수되어, 2027년에 취역할 예정이다.

## 대한민국

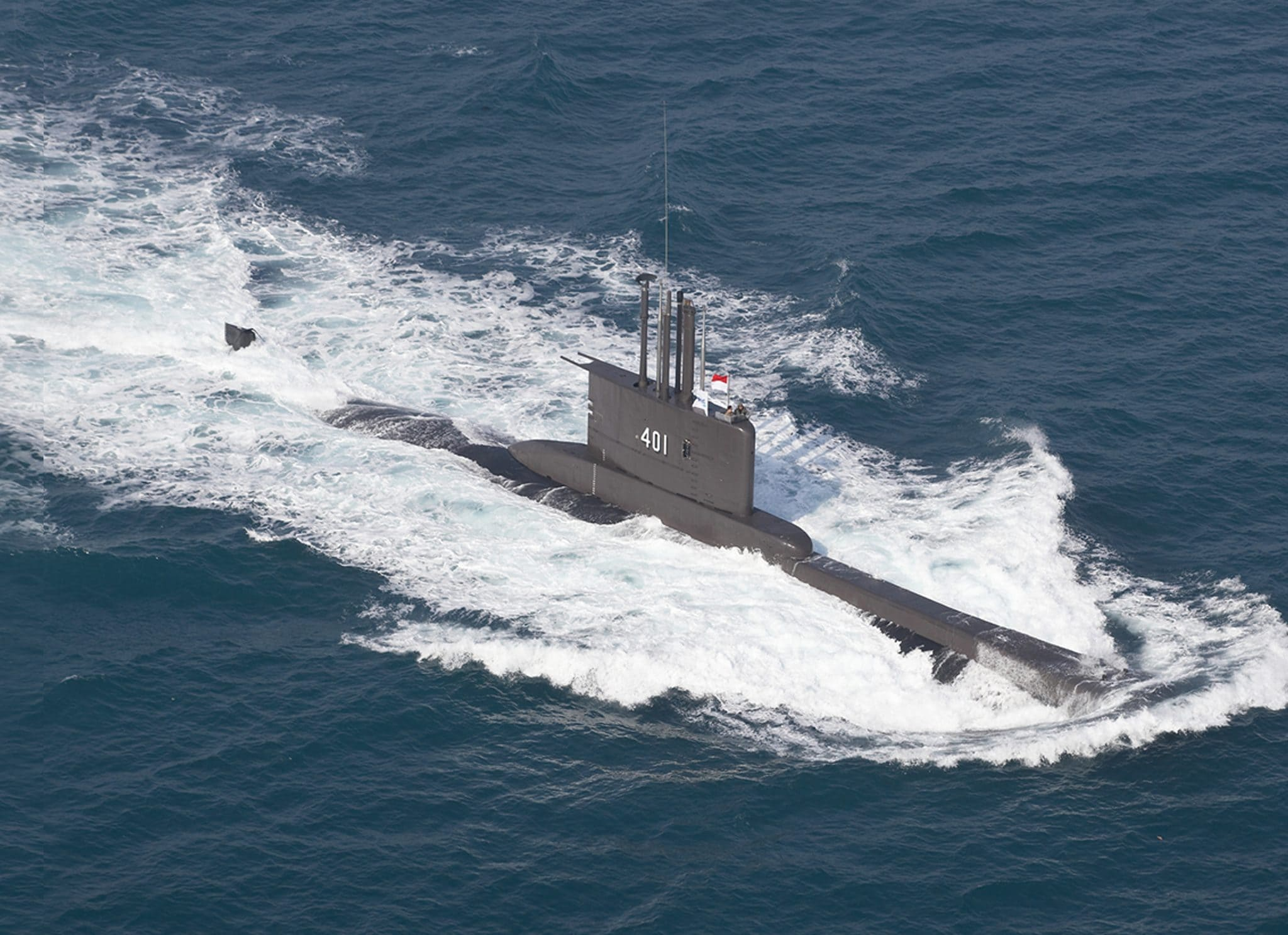
인도네시아 해군의 KRI 카크라 (SS-401) 잠수함

2018년 8월 16일, 대우조선해양과 현대중공업이 참여한 한국 대표단이 정부의 기술수출허가를 받고 주한 타이베이 대표부에서 IDS와 관련된 간단한 브리핑을 대만 해군을 상대로 가졌다. 그러나 이런 보도가 나오자, 당시 한국 방위사업청은 수출 승인을 내준 적이 없다고 밝혔다.
대만이 수입할 잠수함은 2000톤급 잠수함으로 8척 가량이다. 한국 대표단은 인도네시아에 3척이 수출된 209급 잠수함 TR-1400(DSME-1400)모델을 대만해군에 제시한 것으로 알려졌다. 현재 IDS 사업에는 현재 6개 국가 대표단이 참가하고 있으며 인도와 일본이 적극적으로 참가하고 있다. 한국은 7번째로 참가하는 국가다.
인도네시아 1400톤급 카크라급 잠수함은 대우조선해양이 독자 개발한 대한민국 최초의 수출형 모델이다. 전장은 61 m이며, 40명의 승조원을 태우고 중간기항 없이 부산항과 미국 LA항을 왕복할 수 있는 거리인 1만 해리(18,520 Km)를 운항할 수 있다. 제원은 61m X 6.2m X 11.5m, 수상배수량 1,460톤, 수중배수량 1,600톤, 최대속력 21노트, 40명의 승조원이 탑승 가능하며 8개의 발사관을 가지고 있다.
2020년 3월 12일, 대만 상보(上報)의 보도에 따르면 일본, 한국, 이탈리아, 독일 국적 잠수함 관련 기술자들이 대만 남부의 가오슝(高雄)시에 위치한 호텔에서 코로나19로 인해 숙박이 거부되고 있다고 보도했다. 대만 남부의 가오슝에는 IDS와 개발과 건조가 이루어지는 대만국제조선이 위치하고 있다.
2022년 대우조선해양의 잠수함 건조 기술이 유출되어서 논란이 벌어졌다.
2024년 1월 3일 대만의 친중 성향의 국회의원이 주타이베이 대한민국 대표부에 제보한 자료에 따르면 대우조선해양이 설계한 수출형 잠수함인 DSME-1400의 설계도면 2000여장을 대만으로 유출한 혐의로 경찰에 수사를 받고 있는 전 대우조선해양 출신의 잠수함 설계자들이 하이쿤 잠수함 개발에 참여하고 있는 것으로 밝혀졌다.

## 일본
2015년 12월 초, 대만 해군이 소류급 잠수함 도입을 위해 일본과 접촉했다. 소류급을 미국에 판매한 후 이를 미국이 대만에 되파는 간접적인 방식이 될 가능성이 높다. 2001년 미국은 스웨덴, 독일의 디젤 잠수함을 미국이 구매해 대만에 8척을 팔려고 했다.
2018년 9월 10일, 대만의 한 언론사는 녹영(绿营, 양안 통일에 반대하고 독립을 추구하는 대만의 비공식 정치 연맹) 내부에서 일본 잠수함을 구매하거나 기술 협력을 강력하게 주장한다고 보도했다. 이어 녹영의 일부 인사들이 먼저 미국이 일본 소류급 잠수함을 구매한 이후 미군 시스템을 탑재해 대만에게 되팔게 하자는 방안도 제기하고 있다고 전했다.
2018년 9월 12일, 대만 일간신문 왕바오(旺报)는 대만이 추진하는 잠수함 신규 건조 사업에 미국이 작전 시스템을 책임지고 일본이 잠수함을 건조할 가능성이 있다며 일본은 어떠한 명분이든 대만 잠수함 건조 사업에 참여할 것으로 보인다고 보도했다.
2021년 11월 29일 로이터 통신의 보도에 따르면, 대만 측이 잠수함 기술 도입을 위해 일본 측과 접촉했으나 일본 측은 중국의 반대를 우려하여 협력하지 않겠다는 입장을 밝혔다고 한다. 해상자위대 출신 고다 요지 전 제독은, 일본 기업들이 중국에서의 사업을 우려하여 반대했을 것이라는 입장을 밝혔고, 이와 관련된 로이터 통신의 입장 요청에 일본 방위성은 논평을 거부했다. 동 보도에서 로이터가 밝힌 협력 중인 7개 국(미국, 영국, 호주, 한국, 인도, 스페인, 캐나다)에도, 일본은 빠졌다.

## 중국
네덜란드는 1981년 대만에 즈바르디스급 잠수함 2척을 수출했다가 당시 중국으로부터 외교 관계를 격하당했던 역사가 있다. 중국은 네덜란드와의 외교 관계를 대사급에서 대표처급으로 격하시킨 적이 있다. 양국 관계는 1984년에야 대사급으로 복귀했다.
즈바르디스급 잠수함의 디자인은 미국의 바벨급 잠수함을 기반으로 하여 눈물 방울 모양으로 설계되었고, 네덜란드제 전자장비를 탑재하였다.
로이터는 "미국의 동맹국이자 세계에서 가장 진보된 재래식 잠수함 함대 중 하나를 운용하는 일본은 프로젝트 지원에서 빠졌다"며 "대만 지원에 대한 논의가 일본에서 비공식적으로 논의됐지만, 중국이 어떻게 반응할지 우려돼 철회했다"고 전했다. 이와 관련 코다 요치 전 일본 해상자위대 함대 사령관은 "일본이 주저하는 이유 중 하나는 중국의 경제적 보복에 대한 두려움 때문"이라며 "정부의 대만 지원에 중국 사업을 잃을 위기에 처한 일본 기업들이 (대만 지원 거부를 요구하는) 강력한 로비 단체"라고 로이터에 말했다.